# 波蘭會議王國

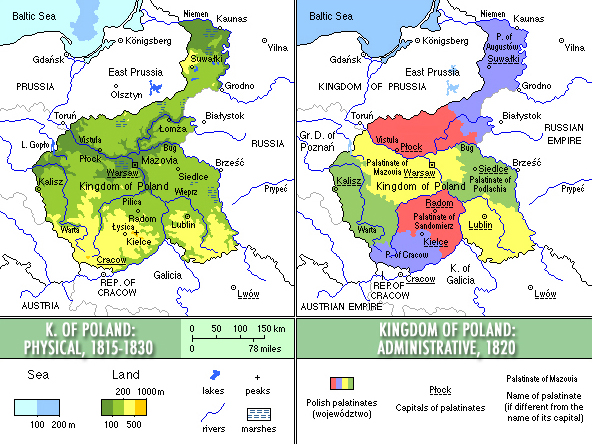
波兰王国1815年至1830年间的疆域

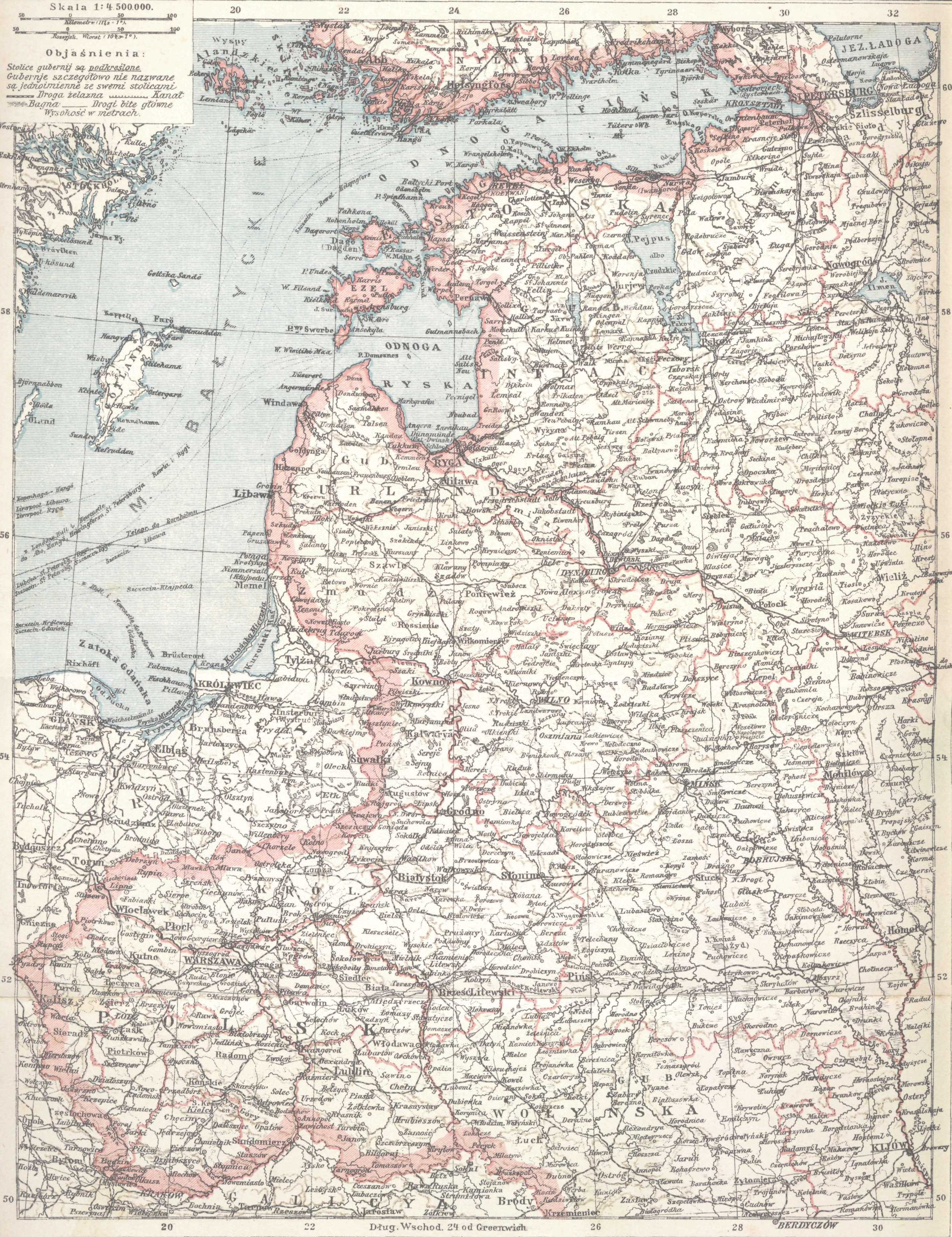
自1902年起的地图（波兰语）

波兰王国（波蘭語：Królestwo Polskie），通称波兰会议王国（波蘭語：Kongresówka），簡稱会议波蘭，又因為屬於奧地利、普魯士、俄羅斯瓜分波蘭三部分中的一個，亦稱俄属波兰。该国在1815年经由维也纳会议成立，第一次世界大战時在1916年德軍占領俄屬波蘭後被德意志帝國用波蘭攝政王國（傀儡政權）取代。该国在本质上是俄国的共主邦联[a]。虽然原则上，波兰王国获得了相当大的正式的政治上的主权，成为了独立国家，但沙皇总体上并不顾及这些限制他们权力的因素，且严格地说，在十一月起义和一月起义后，俄罗斯更是削弱了波兰议会王国的自主权，首先将该国变为俄国的总督区，1867年又将该国划分为俄罗斯帝国的几个省。此後波兰的主权也就不复存在了。
波兰王国的领土大体上包括现在波兰的卢布林省、罗兹省、马佐夫舍省和圣十字省。

## 名称
虽然该国被称为“波兰王国”，但是为了将该国与其他的波兰王国区别开来，该国有时被提及为“波兰会议王国”。該王國原稱非「會議王國」，蓋因該王國（俄羅斯帝國領土）是維也納會議的產物而爲了區分其他時期及其他國家扶植的「波蘭王國」政權而作爲其代稱。

## 历史
“波兰王国”是在1815年的维也纳会议上，在华沙公国的基础上成立的，那时欧洲诸国要重新划分拿破仑战争后的欧洲政治版图。王国的成立让波兰土地受到俄奥普三国分而治之。会议对波兰王国的成立至关重要，以至于在这个新国家的国名中便有“会议”两字。王国在1831年时失去其主权国家的地位，而其行政区划也被重新划分。十分明显的是，王国的名字依然被俄罗斯官方使用，虽然在波兰受俄罗斯统治时期末，该国的地位被“维斯瓦河地区”（俄语：Привислинский Край）取代。在十一月起义失败后，为了加速该地区的俄罗斯化，让其更为紧密地融入俄罗斯帝国，该国的独立政府机构和行政协议被废除。但是，即使是在这次形式上的吞并后，该地区还是保留了部分独立性，该地区也继续被称为波兰会议王国，直到一战时，同盟国向东推进，结束俄国对该地区的统治。
起初，王国国土面积约为128500平方千米，人口大约330万。这个新国家是最小的波兰人国家之一，比先前的华沙公国还要小，远远小于波兰立陶宛联邦（1618年时人口1100万，领土面积100万平方千米）。1870年，该国人口达到610万，1900年达到1000万。俄罗斯帝国的大部分波兰人都生活在波兰会议王国，虽然在王国以外也有部分地区波兰人占多数。 
波兰王国能够重新出现很大程度上要归功于亚当·耶日·恰尔托雷斯基。恰尔托雷斯基是一个与俄国联盟，以让波兰复国为目标的波兰人。波兰王国是当时欧洲少数几个君主立宪制国家之一，而俄罗斯沙皇充当波兰国王。沙皇充当某国首脑的情况在一些被俄国占领的国家中也可见到（譬如格鲁吉亚、喀山、西伯利亚等地）。 

### 最初的独立
理论上，波兰王国在1815年时是由俄罗斯沙皇统治，与俄罗斯构成共主邦联的半主权国家。它波兰王国宪法（19世纪欧洲受自由主义影响最深的宪法之一）、向沙皇负责，具有立法权的国会（Sejm，瑟姆）、独立的军队、货币、预算、刑法、和与俄罗斯其他地区分离开来的关境。波兰拥有民主的传统（贵族民主制），波兰贵族也极其重视个人自由。事实上，沙皇拥有绝对权力和正式的独裁者头衔，也不希望有制约他的统治的因素。所有反对沙皇的人都会遭到迫害，法律也被俄罗斯官方视为一纸空文，虽然因为波兰的民主传统和独立政府机构，俄罗斯需要的绝对权力在这个国家建立是很困难的。王国享有真正主权的时日，只有15年；开始时，亚历山大一世使用波兰国王的头衔，负有责任遵守宪法的规定。但是，最后形势发生变化，他任命了大公康斯坦丁·巴甫洛维奇为总督，后者享有几乎所有的权力。在维也纳会议决议签署后不久，俄罗斯便撕毁了这份决议。1819年，亚历山大取消了新闻自由制度，引进了有阻挠性质的审查制度。对俄罗斯统治的抵抗起于1820年代。由尼古拉·尼古拉耶维奇·诺沃西尔切夫指挥的俄罗斯秘密警察开始迫害波兰地下组织，且在1821年，沙皇要求取缔共济会，因为共济会体现了波兰的爱国传统。自1825年起，瑟姆会议开始秘密召开。

### 起义与主权的丧失
亚历山大一世的继承者，尼古拉一世在1829年5月24日于华沙登基为波兰国王，但他拒绝宣誓遵守宪法，继续限制波兰王国的主权。尼古拉斯的统治体现了官方国家主义的思想——东正教、专制主义和国家主义。在波兰人看来，这些思想意味着俄罗斯要将他们同化，要让他们变得忠于信仰东正教的俄罗斯人。东正教思想在俄罗斯扮演了特殊的角色，因此东正教会在当时实际上变成了国家部门，而其他宗教却要遭受歧视，举例来说，波兰王国的教宗诏书在未经俄国政府的同意下，是不得被宣读出来的。尼古拉的统治也意味着波兰政治传统的终结。他废除民主政府，引入中央集权性质的行政机关，机关成员不经选举产生，而是受到沙皇任命。尼古拉一世也尝试改变国家与个人之间的关系。这些行为招致了波兰人民的不满与反抗。1831年1月，瑟姆罢黜了沙皇的波兰国王身份，以对沙皇再三减少瑟姆宪法权利的行为作出回应。沙皇派兵进驻波兰，十一月起义爆发。
在长达11个月的起义后，波兰王国失去了其半主权国家的身份，随后俄国对波兰王国的吞并更进一步。沙皇在1832年通过出版波兰王国通则将这种吞并正式化，该通则也将宪法、军队和立法机关废除。在接下来的30年中，一系列的措施让俄罗斯更进一步控制波兰会议王国。1863年，一月起义爆发，但这次起义在1865年遭到镇压。这次起义的直接结果就是王国剩余的独立地位遭到完全废除，波兰这个政治实体遭到俄罗斯的直接吞并。以前的非官方性名称“维斯瓦河地区”取代“波兰王国”成为这一地区的正式名称，这个地区成为了由总督统治的“总督区”，直到1875年该地区成为省。

### 滅亡
1914年第一次世界大戰爆發，德意志帝國对俄羅斯帝國宣戰，德國軍隊开始入侵波蘭會議王國，1915年德軍已占領半個波蘭，隔年德國已將整個俄屬波蘭占領，並开始攻入俄國腹地。在德軍的占領下，波蘭會議王國正式滅亡。聽命於德國及奧匈帝國的波蘭攝政王國取代其位置，但仍是傀儡政權。

## 政府
1815年的波兰王国宪法概述了波兰议会王国政府的结构。波兰国王即俄罗斯沙皇，是正式的国家元首，而地方政府由波兰王国总督、国务委员会和行政理事会、以及瑟姆领导。
理论上，波兰议会王国拥有那时欧洲受自由主义影响最深的政府之一，但实际上，该王国是俄罗斯帝国的傀儡国。俄方当局经常无视波兰议会王国宪法上自由主义性质的条款和其主权。

### 行政领导
“总督”（俄語羅馬字：namestnik；波蘭語：namiestnik）这一官在波兰会议王国宪法（1815年）第3条（总督与国务委员会）中被引入波兰。总督由沙皇在俄罗斯帝国或波兰王国的贵族公民中任命，但其中排除了归化公民。总督监督整个政府机构，并在君主缺席的情况下，主持国务委员会以及行政理事会。他亦可否决上述两个委员会的决议；但是他的决定也需要相应的政府大臣连署。总督行使的权力很大，能够提名绝大多数高阶官职的候选人（部长、参议员、高级特别法庭的法官、国务委员会成员、审查官、以及主教和大主教）。 
总督在财政和外交上没有权力；他在军事的权力则随着时间的变化而变化。[b]如果总督因辞职或逝世而无法行使其权力时，总督的职务会暂由国务委员会主席代理。
总督这一职从未被正式废除；但在一月起义后，总督这一职务就从波兰王国政府机构消失了。最后一位总督是弗雷德里克·威廉·兰博尔特·冯·伯格，此人自1863年起担任总督，直到1874年逝世为止。沙皇没有任命总督取代他；总督的职务由华沙总督代理——或者更具体一点，这个职务是由华沙军区（波蘭語：Warszawski Okręg Wojskowy）代理。但是，在俄罗斯帝国政府内部信件中，这个官员依然叫“总督”。
华沙总督直接向沙皇负责，且行使的权利比总督（namestnik）更大。特别是他指挥该地区所有军队，监督法律系统（他能在未经审判的情况下，直接判处某人死刑）。他也能公布“带有法律效力的‘声明’”，这种声明能更改现有法律。

#### 波兰王国总督
- 约瑟夫·扎扬切克（1815年–1826年）
- 空缺（1826年-1831年，权力及义务由行政理事会代理）
- 伊凡·帕斯凯维奇（1831年–1855年）
- 米哈伊尔·德米特列维奇·格尔察科夫（1855年–1861年5月3日）
- 尼古拉·苏霍扎内特（1861年5月16日-1861年8月1日）
- 卡尔·兰博尔特（1861年）
- 尼古拉·苏霍扎内特（1861年10月11日-22日）
- 亚历山大·冯·吕德尔斯（1861年11月-1862年6月）
- 俄罗斯大公康斯坦丁·尼古拉耶维奇（1862年6月-1863年10月31日）
- 弗里德里希·威廉·兰博尔特·冯·伯格（1863年–1874年）

### 行政理事会
“行政理事会”（波蘭語：Rada Administracyjna）是王国国务委员会的一部分。该理事会在1815年由波兰王国宪法引入，包括5位部长，后者皆由国王和波兰王国总督特别提名而来。该理事会执行国王的命令，处理处在各部部长权限之外的事情，并为国务委员会提出方案。
在下述事件后，理事会进行了改革：
- 1826年约瑟夫·扎扬切克逝世
- 1831年十一月起义失败
- 1841年国务委员会被废除
- 1863年亚历山大·维洛波尔斯基改革
- 一月起义失败

行政理事会在1867年6月15日遭到废除。

### 行政区划
王国行政区划被修改过多次。在王国建国后的几十年中，各种小改革也层出不穷，其中既包括较小的行政单位的改变，也包括几个行政单位的合并或一个行政单位的分割。

#### 1815年开始的行政区划
在1815年至1816年间，即建国后不久，波兰王国的行政区划承袭华沙公国，被划分为几个省（department）。

#### 1816年行政区划的改编

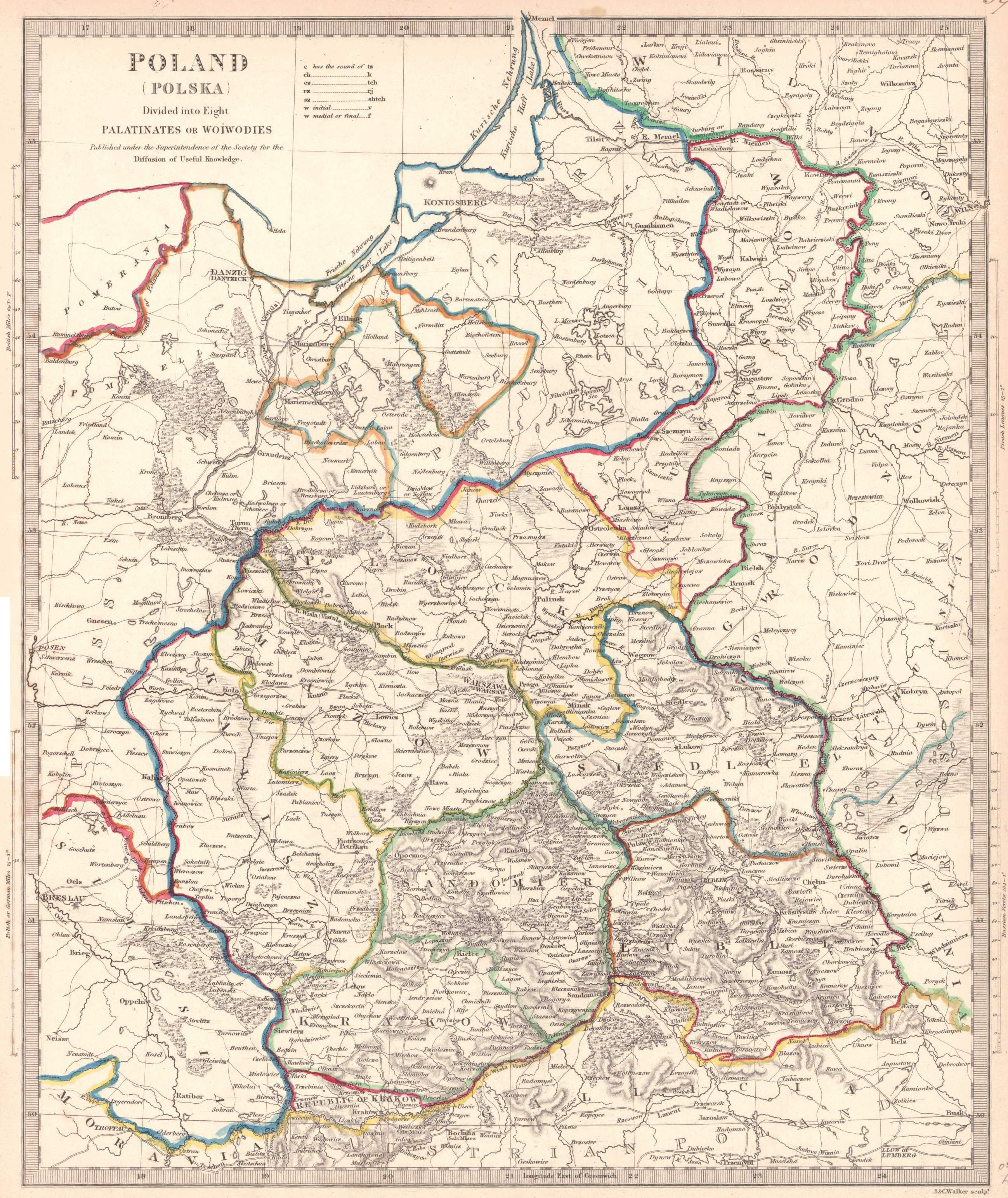
1831年波兰王国。这份地图体现的是1816年至1844年波兰的行政区划

1816年1月16日，行政区划经过重组，华沙公国的省被重新划分为更为传统的波兰式的“voivodeship”（中文中依然译为“省”）、州（obwód）和县（powiat）。王国共有8个省：
- 奥古斯图夫省（首府为苏瓦乌基）
- 卡利什省
- 克拉科夫省（虽然名称中带一个“克拉科夫”，但该省并不包括克拉科夫市。克拉科夫市在1846年克拉科夫起义前，一直是一个自由市；首府开始是梅胡夫，后来为凯尔采）
- 卢布林省
- 马佐夫舍省（首府为华沙）
- 普沃茨克省
- 波德拉谢省（首府为谢德尔采）
- 桑多梅日省（首府为拉多姆）

#### 1837年改革
1837年3月7日，作为该年代初的十一月起义的结果，王国的行政区划再次被改革，将“guberniya”（中文中依然译为“省”，波兰语：gubernia）引入波兰，让波兰会议王国的行政区划与俄罗斯帝国的行政区划更为相似。以下为各省名称及首府：
- 奥古斯图夫省（首府为沃姆扎）
- 卡利什省（首府为卡利什）
- 克拉科夫省（首府为凯尔采）
- 卢布林省（首府为卢布林）
- 马佐夫舍省（首府为华沙）
- 普沃茨克省（首府为普沃茨克）
- 波德拉谢省（首府为谢德尔采）
- 桑多梅日省（首府为拉多姆）

#### 1842年行政单位重命名
1842年，县被重命名为“地区”（okręg），而州被重命名为县。

#### 1844年重组与合并
1844年，几个省被合并，而其他的有的被重命名。只剩下5个省：
| 省名         | 俄语名              | 波兰语名             | 首府     |
| ------------ | ------------------- | -------------------- | -------- |
| 华沙省       | Варшавская губерния | Gubernia warszawska  | 华沙     |
| 奥古斯图夫省 | Холмская губерния   | Gubernia augustowska | 苏瓦乌基 |
| 卢布林省     | Люблинская губерния | Gubernia lubelska    | 卢布林   |
| 普沃茨克省   | Плоцкская губерния  | Gubernia płocka      | 普沃茨克 |
| 拉多姆省     | Радомская губерния  | Gubernia radomska    | 拉多姆   |